# Pellerin (ytterkläder)

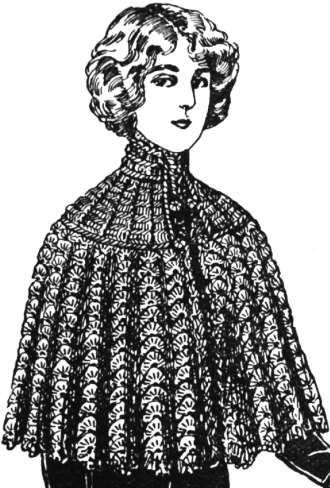
Virkad pellerin från 1911.

Pellerin kallas en extra krage, i formen liknande en kort cape, ovanpå en kappa. Kragen är i form av en kortare kappa, utan ärmar, som bildar ett extra skydd för axlarna. 
Namnet kommer från franskans pélerine och italienskans pellegrina som betyder pilgrim.
Droskförare hade vid förra sekelskiftet ofta kappor med pellerin för att skydda sig mot regn.